# Gábor Bolla
Gábor Bolla (* 18. Oktober 1988 in Budapest) ist ungarischer Jazzmusiker (Sopran- und Tenorsaxophon, Komposition).

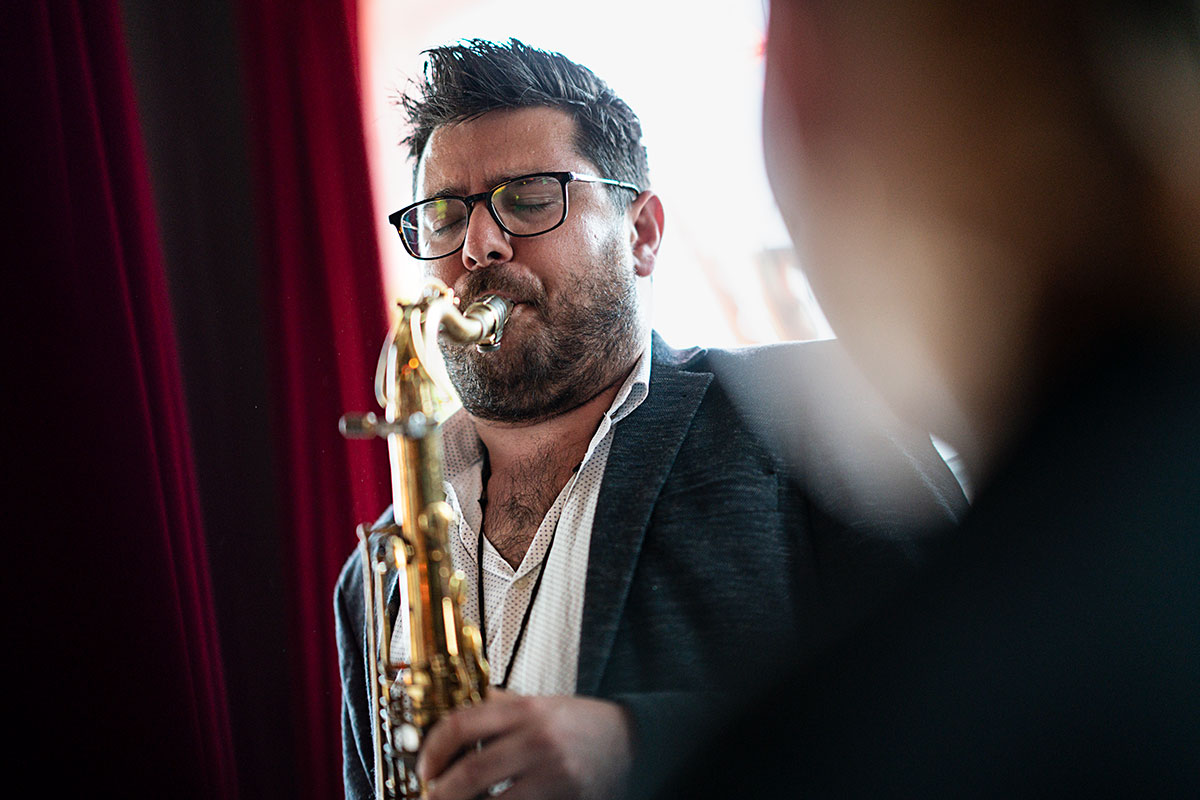
Aarhus, Dänemark 2022

## Leben und Wirken
Bolla, der in einer Roma-Familie aufwuchs, erlernte ab dem zehnten Lebensjahr autodidaktisch das Spiel der Klarinette. Er gewann bereits mit zwölf Jahren den ungarischen Musikschulwettbewerb. Über die Musik seiner Eltern lernte er den Jazz kennen und wechselte mit 15 Jahren zum Saxophon. Robert Maloschik vom staatlichen Ungarischen Radio entdeckte und förderte Bolla. Wenige Monate später spielte er mit Jazzgrößen Ungarns zusammen, unter anderem auf dem Getxo Jazz Festival im spanischen Bilbao. 2004 arbeitete er als Gastsolist mit dem Vienna Art Orchestra.
Bolla trat in der Folge mit Musikern wie David Murray, Guy Barker, Art Themen, John Critchinson, Bryan Spring, Benny Golson, Johnny Griffin, Roy Hargrove, Kirk Lightsey oder Gregory Hutchinson auf und gründete seine eigene Band. Weiter ist er auf Alben von Gáspár Laci/Bárhol Jársz Elemér Balázs, József Barcza Horváth, Pete York oder Cornelia Nilsson (Where Do You Go?, 2024) zu hören. Nach einem Konzert von Bolla im April 2011 stellte die Frankfurter Allgemeine Zeitung die Coltrane-hafte Geschwindigkeit des jungen Saxophonisten heraus, den sie als „Improvisator von überwältigender Eigenständigkeit“ charakterisierte. Seit 2014 lebt er in Kopenhagen.

## Preise und Auszeichnungen
Bolla qualifizierte sich 2003 für das Semifinale der World Saxophone Competition auf dem Montreux Jazz Festival. 2004 erhielt er den Hans-Koller-Preis als „Talent des Jahres“. 2005 gewann er sowohl den Publikumspreis als auch den Grand Prix beim Wettbewerb des Tremplin Jazz Festivals in Avignon.

## Diskographische Hinweise
- Gábor Bolla, Giorgos Antoniou, Bernd Reiter Remembering New York (Mons Records 2010)
- Find Your Way (ACT 2012, mit Lajos Sárközi, Robert Lakatos, Heiri Känzig, Jojo Mayer)
- Tony Lakatos, Rick Margitza, Gábor Bolla Gypsy Tenors (Skip 2017)
- On the Move (Stunt Records 2022, mit Robert Lakatos, Daniel Franck, Billy Drummond)[3]